# Simfonia K. 76 (Mozart)

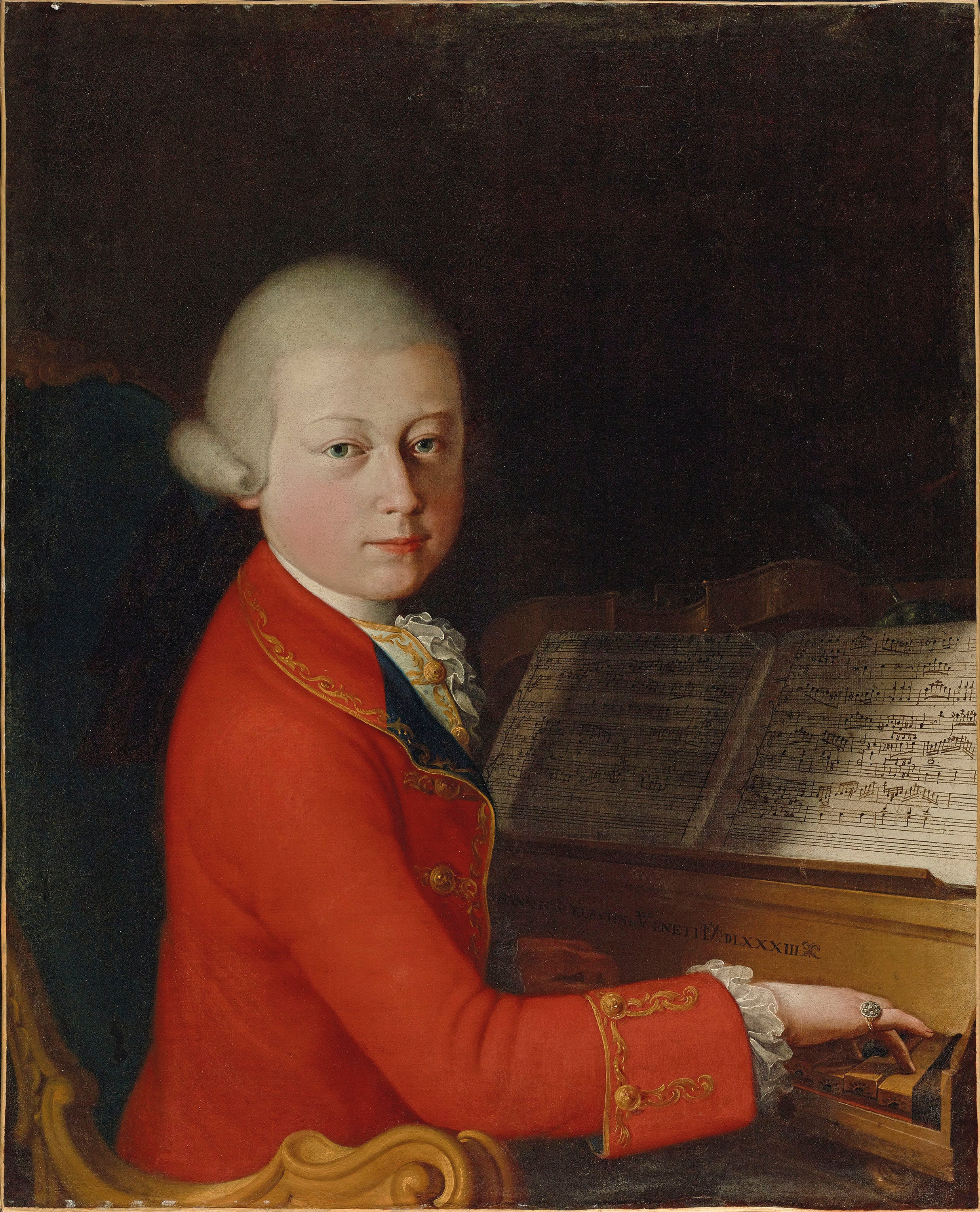
Retrat de l'autor, Wolfgang Amadeus Mozart.

La Simfonia K. 76/42a, núm 43, en fa major, probablement va ser composta per Wolfgang Amadeus Mozart. L'autògraf s'ha perdut i l'única font d'aquesta simfonia consisteix en una sèrie de parts existents als arxius de l'editorial Breitkopf & Härtel, que es va destruir durant la Segona Guerra Mundial.
L'Alte Mozart-Ausgabe (publicat entre 1879 i 1882) dona la seqüència numerada des de l'1 fins al 41 per a les simfonies de Mozart. Les simfonies no numerades en aquell moment (algunes, inclosa la K. 76, van ser publicades en suplements de l'Alte Mozart-Ausgabe fins a 1910) han rebut posteriorment números des del 42 fins al 56, encara que hagin estat escrites per Mozart amb anterioritat a la Simfonia núm. 41 (composta el 1788). D'aquesta manera, la simfonia K. 76 seria la número 43 en aquesta catalogació.

## Instrumentació i estructura
Sis primers compassos de la simfonia (part dels violins primers)
La simfonia està escrita per a dos oboès, dues trompes, dos fagots i cordes; els oboès romanen en silenci al llarg del segon moviment. La inclusió dels fagots és notable, ja que en l'època no solien escriure les parts de fagot, ja que aquests sovint es limitaven a doblar als violoncels i contrabaixos. En les orquestres de l'època era freqüent incloure fagots i un clavicèmbal, si estaven disponibles, per reforçar la línia del baix i realitzar el baix continu. La seva interpretació sol durar uns quinze minuts.
Consta de quatre moviments:
- Allegro maestoso, en compàs 4/4
- Andante, en compàs 3/4
- Menuetto, en compàs 3/4
- Allegro, en compàs 2/4

Zaslaw1 va descriure la simfonia com a «atractiva», l'Andante com un moviment «irritant» que realça la «bellesa» del minuet. Però Sadie parla generalment de «debilitat», descrivint els passatges pizzicato del segon moviment «pesats» i l'harmonia del minuet com a «tosca».

## Orígens i autoria
Otto Jahn, a la seva biografia de Mozart, relata el descobriment de vint simfonies atribuïdes a Mozart en els arxius de Breitkopf & Härtel. Ludwig Ritter von Köchel està d'acord amb aquesta visió i considera la K. 76 com una simfonia autèntica de Mozart. La ressenya de Jahn es basava en la Col·lecció mozartiana de Johann André, en la qual s'incloïen deu de les esmentades vint simfonies, indicant que aquestes eren considerades autèntiques perquè havien estat enviades directament per Constanze Mozart, l'esposa de Wolfgang. Dues d'aquestes obres són versions simfòniques de les obertures de les òperes Lucio Silla (K. 135) i Il sogno di Scipione (K. 126), fet que incrementa les probabilitats que les altres vuit obres siguin també autèntiques. Jahn va datar la Simfonia K. 76 en la dècada de 1770 («177?»), mentre que Köchel la datar com a «potser 1769».
Wyzewa i Sant-Foix, data la simfonia entre l'1 de desembre de 1766 i l'1 de març de 1767. Per a això, va comparar el primer moviment de la simfonia amb l'obertura de Die Schuldigkeit des ersten Gebots (K. 35) i amb les primeres simfonies de Mozart i va concloure que la K. 76 va ser escrita abans que l'obertura, potser el desembre de 1766. Va considerar que estava «escrita amb una gran cura per al seu mestre i als seus compatriotes, per demostrar-los què havia après durant el seu llarg viatge (a Londres, París, Països Baixos, etc.)». No obstant això, Zaslaw considera aquesta interpretació com una "pura fantasia».
Hermann Abert, dubte pel que fa a les similituds descrites per Wyzewa i Sant-Foix, perquè el desenvolupament de l'obertura de la K. 35 està basat en el tema principal de l'obertura, però el desenvolupament de la K. 76 s'aparta del tema principal de la simfonia. La presència d'un tema de Jean-Philippe Rameau en l'últim moviment porta a pensar en l'època del primer gran viatge, però la posterior addició del minuet assenyala el sud d'Alemanya com el lloc de composició.
Alfred Einstein, estableix que el minuet presenta una maduresa molt més gran que la dels altres tres moviments i va ser probablement compost posteriorment. Les simfonies vieneses tindrien gairebé sempre quatre moviments i Mozart s'ajustaria a vegades a simfonies en tres moviments que va compondre per a altres llocs afegint posteriorment un minuet i un trio; per això, Einstein conclou que el minuet i trio van ser compostos per a un viatge a Viena. La sisena edició del catàleg Köchel data aquest moviment com a «suposadament en la tardor de 1767, a Viena».
Gerhard Allroggen i Cliff Eisen sospiten que el veritable autor de la simfonia va ser Leopold Mozart, a causa dels trets estilístics de l'obra.